# Tobias Englmaier
Tobias Englmaier (ur. 29 stycznia 1988) – niemiecki judoka. Dwukrotny olimpijczyk. Zajął 33. miejsce w Londynie 2012 i dziewiąte w Rio De Janeiro 2016. Walczył w wadze ekstralekkiej.
Uczestnik mistrzostw świata w 2010, 2011 i 2013. Startował w Pucharze Świata w latach 2009–2011, 2013–2015. Siódmy na igrzyskach europejskich w 2019. Piąty na mistrzostwach Europy w 2011 roku.

## Letnie Igrzyska Olimpijskie 2012
| Konkurencja | Rundy eliminacyjne        | Klas. końcowa |
| Konkurencja | Przeciwnik I              | Miejsce       |
| ----------- | ------------------------- | ------------- |
| 60 kg       | Howhannes Dawtian (ARM) P | 33.           |

## Letnie Igrzyska Olimpijskie 2016
| Konkurencja | Rundy eliminacyjne         | Rundy eliminacyjne     | Klas. końcowa |
| Konkurencja | Przeciwnik I               | Przeciwnik II          | Miejsce       |
| ----------- | -------------------------- | ---------------------- | ------------- |
| 60 kg       | Francisco Garrigós (ESP) Z | Felipe Kitadai (BRA) P | 9.            |